# Xiantao
Xiantao (仙桃; pinyin: Xiāntáo) er et kinesisk By på amtsniveau i provinsen Hubei i det centrale Kina. Det er ikke som normalt underlagt noget bypræfektur, men er direkte under provinsregeringen. Amtet har et areal på 2.538 km2, og befolkningen var på 1.500.000 mennesker i 2007.

## Trafik
Kinas rigsvej 318, en af Folkerepublikken Kinas længste hovedveje, løber gennem området. Den begynder i Shanghai og fører blandt andet gennem Wuhan og Chengdu på sin vej ind i Tibet og Lhasa og helt frem til en kinesisk grænseovergang til Nepal i Zhangmu.
Xiantao får station på Hanyi-jernbanen (traditionel kinesisk: 汉宜铁路), der er ved at blive anlagt mellem Hankou i provinshovedstaden Wuhan og Yichang i Hubei.
30°23′N 113°24′Ø / 30.383°N 113.400°Ø